# Edipodia
L'Edipodia (Οἰδιπόδεια) è un poema epico perduto del Ciclo tebano, parte del Ciclo epico, di cui oggi restano appena tre frammenti e una breve notizia. Il poema era lungo circa 6600 versi e attribuito dagli antichi a Cinetone di Sparta, poeta che secondo Eusebio di Cesarea fiorì nel 764-763 a.C.
Raccontava la storia di Edipo e la sfinge, secondo una versione del mito alternativa rispetto a quella più nota. Secondo il poema, il matrimonio tra Edipo e la madre Giocasta era stato senza figli, e questi ultimi erano nati dalla successiva relazione di Edipo con Eurigania, figlia di Iperfante.
Un piccolo cenno allo stile di Cinetone di Sparta è presente nell'opera Sugli oracoli della Pizia (De Pythiae oraculis) di Plutarco, dove si afferma che Cinetone di Sparta "aggiunse agli oracoli uno stile pomposo e drammatico non necessario".